# 満洲国の国歌
満洲国の国歌は、国務院佈告として正式に制定された二曲があり、その前にも国歌として製作された一曲がある。

## 大滿洲國國歌
満洲国が最初の国歌の制作に着手した時期は不明であるが、1932年3月1日の満洲国建国宣言のころにはすでに準備が始まっていたと思われる。
1932年5月21日、満洲国体育協会はロサンゼルスオリンピック（同年7月開催）への選手派遣を、同オリンピックの組織委員会に対し正式に申し込んだ。組織委員会は「参加は国際オリンピック委員会 (以下、IOC) の承認による」として、国内オリンピック委員会を編成した上でIOCへ申請することを促すとともに、組織委員会に対して国旗と国歌を送付するよう、5月24日に連絡してきた。これに対して満洲国体育協会が、IOC執行委員会及びオリンピック組織委員会宛に「国旗・国歌を組織委員会宛に送付した」と記した文書を6月12日に発信しており、この時点で国歌が完成していたことがわかる。作詞は満洲国の国務院総理であり、文筆家としても知られていた鄭孝胥、作曲は日本作曲界の大御所であった山田耕筰。
日本国内では満洲国国歌の完成を新聞が報じ、雑誌『月刊楽譜』（昭和7年9月号）には付録として楽譜が掲載されたが、満洲国内では一切公表されず、結局正式には採用されなかった。不採用の理由は明らかにされていないが、旋律が難解で一般大衆が歌うのは困難、という批判が発表当時からあった（ただし、山田自身にはこの曲への思い入れがあり、後に《建国十周年慶祝曲》の主題として取り入れている）。加えて、満洲国がオリンピックに参加できず、発表の場を失ったこと、歌詞の「善守國以仁、不善守以兵（善く国を守るは仁をもってし、善く守らざるは兵をもってす）」の部分に関東軍が不快感を示したこと、などが理由になったと考えられている。
1933年に国歌が制定されると、《大滿洲建國歌》と改題された。

### 歌詞
- 満語（中国語）

地闢兮天開

松之涯兮白之隈

我伸大義兮繩於祖武

我行博愛兮懷於九垓

善守國兮以仁

不善守兮以兵

天不愛道地不愛寶

貨惡其棄於地兮獻諸蒼昊

孰非橫目之民兮視此洪造
- 大意

地は闢（ひら）け　天は開く

松（松花江）のほとり　白（白頭山）のくま

我は大義をのべて祖武による

我は博愛を行って九垓を懐（な）つく

善く国を守るは仁を以てし

普く守らざるは兵を以てす

天は道を愛（おし）まず　地は宝を愛まず

貨（たから）は地に棄てたるを憎しみ　之を蒼昊（そうこう）にささぐ

いずれか横目の民にしてこの洪造を視ざるものあらん

## 滿洲國國歌（その一）
《大滿洲帝國國歌》とも呼ばれる。前の国歌に続いて鄭孝胥が作詞した。作曲者については「満洲国文教部選」として公表されなかったが、高津敏・園山民平・村岡楽童の合作であることがわかっている。1933年（大同2年）2月24日に制定された（国務院佈告第4号）。軽快な旋律が中国的な印象を与え、日本語の歌詞がないにもかかわらず、日本人に親しまれた。
1942年に新国歌が制定された際、この《滿洲國國歌》を《建國歌》と改題したため、《大滿洲建國歌》との混同が生じている（混同を避けるためか、山田耕筰は自身が作曲した《大滿洲建國歌》のことを「第一建国歌」とも呼んだ）。

### 歌詞
- 満語（中国語）

天地內有了新滿洲

新滿洲便是新天地

頂天立地無苦無憂

造成我國家

只有親愛並無怨仇

人民三千萬人民三千萬

縱加十倍也得自由

重仁義尚禮讓

使我身修

家已齊國已治

此外何求

近之則與世界同化

遠之則與天地同流
- 大意

天地の中に新満洲あり

新満洲は即ち新天地である

天を戴き地に立ちて、苦しみも憂いも無い

ここに我が国家を立つ

ただ親愛の心があるのみで、怨みは少しも無い

人民は三千万あり　人民は三千万あり

もし十倍に増えても、自由を得るだろう

仁義を重んじ、礼儀を貴びて

我が身を修養しよう

家庭はすでに整い、国家もすでに治まった

他に何を求めることがあろうか

近くにあっては、世界と同化し

遠くにあっては、天地と同流しよう

## 滿洲國國歌（その二）
1933年制定の国歌に対し、国務院は
- 歌詞が満語（中国語）のみで、ともに「国語」に採用されている日本語の詞がない。
- 歌詞の中に、現状にそぐわない点が生じてきた（「人民三千萬」など）。
- 音節が長く、歌が終わるのに時間がかかり過ぎる。

など「国歌として満ち足りない点もある」として、建国十周年にあたって「新に典雅荘麗雄渾平易簡明なる国歌」を制定すべく準備が進められた。
1941年10月22日に国歌制定委員会（会長・張景恵国務院総理）が創設され、その下に起草委員会（委員長・武藤富男）が設置された。起草委員会にはさらに日文歌詞起草委員会・満文歌詞起草委員会・作曲委員会の3分科会が設けられた。まず日本語の歌詞草案が作られ、その後、日・満両国の作曲家に委嘱して献納された原案を作曲委員会が審議して作曲案を決定、日本側音楽顧問の山田耕筰と信時潔がこれを修正して曲ができあがった。さらに、「帝徳」と「万寿」の2語を日本語の歌詞と同じ位置で用いるように中国語の歌詞が付けられ、二つの言語で同時に斉唱できる新しい国歌が完成した。
1942年（康徳9年）9月5日に制定され（国務院佈告第16号）、1933年制定の《滿洲國國歌》は《建國歌》と改題された。

### 歌詞
- 日本語

おほみひかり　あめつちにみち

帝德は　たかくたふとし

とよさかの　萬壽ことほぎ

あまつみわざ　あふぎまつらむ
- 満語（中国語）

神光開宇宙　表裏山河壯皇猷

帝德之隆　巍巍蕩蕩莫與儔

永受天祜兮　萬壽無疆薄海謳

仰贊天業兮　輝煌日月侔